# Крегар, Лэйрд
Лэйрд Крегар (англ. Laird Cregar, полное имя — Samuel Laird Cregar) (28 июля 1914 года (или 1913 года) — 9 декабря, 1944) — американский характерный киноактёр, более всего прославившийся ролями маньяков и злодеев в таких фильмах нуар, как «Ночной кошмар» (1940), «Оружие для найма» (1942), «Жилец» (1944) и «Площадь похмелья» (1945).
«По натуре внешне обходительный и изысканный актёр, огромный как по размеру таланта, так и по своим габаритам, и способный играть персонажей значительно старше себя». Его преждевременная смерть в возрасте 31 года стала «трагической потерей для Голливуда, который даже не успел полностью осознать, каким образом лучше использовать его очевидные таланты».

## Биография

### Ранние годы и начало карьеры
Лэйрд Крегар родился 28 июля 1914 года (или 1913 года) в Филадельфии в обеспеченной семье. В возрасте восьми лет родители отправили Лэйрда на учёбу в Колледж Винчестер в Англию. Летние каникулы он проводил в качестве ассистента и исполнителя эпизодических ролей в театральной труппе Стратфорда-на-Эйвоне. После этого Крегар решил стать профессиональным актёром.
Вернувшись в США, Лэйрд стал посещать Епископальную академию в Филадельфии и Школу Дугласа Адамса в Лонгпорте, штат Нью-Джерси. И вновь он находил для себя любую низкооплачиваемую работу, лишь бы быть поближе к театру. Получив стипендию в Коммунальный театр Пасадены, Крегар стажировался там в течение двух лет, затем стал работать самостоятельно, исполняя небольшие роли в театрах на обоих побережьях США и мелкие роли в фильмах.
Крегар совершил прорыв в карьере собственными силами. Увидев триумф Роберта Морли в заглавной роли в спектакле «Оскар Уайлд» на Бродвее, Крегар нашёл финансирование для собственной версии этой пьесы. После успешного дебюта его моноспектакля в Лос-Анджелесе и в Сан-Франциско, киностудии начали за борьбу за Крегара, в которой победила «Двадцатый век-Фокс».

### Карьера в кино
После нескольких небольших киноролей, 24-летний Крегар подписал контракт со студией «Двадцатый век-Фокс». Он дебютировал в исторической приключенческой драме «Гудзонский залив» (1941) с Полом Муни и Джин Тирни в главных ролях, исполнив шумную роль охотника. Крегар укрепил своё положение в кино ролью пламенного критика корриды, противостоящего матадору (Тайрон Пауэр) в ставшем классикой, популярном цветном фильме (на плёнке Текниколор) «Кровь и песок» (1941). Одной из первых заметных работ Крегара стала также роль Френсиса Чесни (персонажа средних лет) в популярной комедии «Тётя Чарли» (1941), «первая из нескольких демонстраций доставляющего наслаждение комического дара актёра».
Вскоре Крегар «сменил направленность в сторону низких и страшных персонажей», сыграв в фильме нуар «Ночной кошмар» (1941) детектива, который «настолько безумно запал на убитую девушку (Кэрол Лэндис), что сознательно подставляет в её убийстве невинного человека (Виктор Мэтьюр)», которого посчитал разрушителем своего счастья. «После зловещего изображения психопатического детектива в „Ночном кошмаре“ Крегар стал одним из главных „тяжеловесов“ кино — как в фигуральном, так и в буквальном смысле слова».
«Стало очевидно, что кинематограф может положиться на него не только в комедийных, но и в драматических проектах. Казалось, что нет того, чего он не смог бы исполнить. При этом стало очевидным, что зрители полюбили его как 300-фунтового человека, которого любишь ненавидеть». Он сыграл внешне интеллигентного и обаятельного, при этом подлого и жестокого предателя и убийцу в классическом фильме нуар «Оружие для найма» (1942) с Аланом Лэддом и Вероникой Лейк. Затем Крегар сыграл роль мошенника в успешной эксцентричной комедии «Кольца на её пальцах» (1942) с Джин Тирни и Генри Фондой в главных ролях.
«Вместе с хорошими ролями пришли и роли в нескольких посредственных фильмах в диапазоне от военных инструкторов до неправдоподобных пиратов. Но даже в них он выделялся среди прочих актёров своим стилем. Он даже сыграл самого Дьявола в наполненной тонким юмором комедии Эрнста Любича „Небеса могут подождать“» (1943), которая была номинирована на Оскар как лучший фильм.
Вершиной кинокарьеры Крегара стала роль маньяка в духе Джека Потрошителя в фильме нуар «Жилец» (1944). «Наполнив психопатическую роль глубоким, захватывающим реализмом и неожиданным, тонким очарованием, он повёл за собой блестящий состав актёров и со вкусом исполнил сцену смерти в фильме, что навсегда оставило о нём стереотип как о злодее, подобном Сидни Гринстриту».
«К сожалению, ранняя смерть лишила киноаудиторию возможности увидеть, какой поворот могла принять его дальнейшая карьера». В своей последней картине, ещё одном нуаре Джона Брама «Площадь похмелья» (1945) Крегар «создал образ темпераментного композитора, который страдает от раздвоения личности, и в состоянии периодических провалов в сознании совершает жестокие убийства. Очередная захватывающая сцена смерти показывает его безумного персонажа исступлённо исполняющим на рояле свой концерт в то время, как помещение вокруг него охвачено пламенем и потолок рушится прямо на него».

### Смерть
«Крегар, который редко когда весил менее 300 фунтов на протяжении своей взрослой жизни, пришёл к трагическому финалу из-за своего маниакального желания стать тощим „красавцем“». «Навязчивое желание Крегара избежать неминуемого стереотипа „тяжёлого злодея“ и горячее стремление к карьере романтического героя вынудило его пройти курс отчаянного, неконтролируемого похудения (с 300 до 200 фунтов, то есть с 136 до 90 килограммов), что было очевидно по его радикально осунувшемуся виду в его последнем фильме („Площадь похмелья“). Это оказалось слишком тяжёлым испытанием для его организма, и он был вынужден лечь на операцию из-за серьёзных проблем с желудком. Его 30-летнее сердце отказало утром 9 декабря 1944 года, через несколько дней после операции».

## Фильмография
| Год  | Русское название фильма            | Оригинальное название фильма  | Роль                              |
| ---- | ---------------------------------- | ----------------------------- | --------------------------------- |
| 1940 | О, Джонни, как ты можешь любить    | Oh Johnny, How You Can Love   | Механик                           |
| 1940 | Бабушка достаёт свой пистолет      | Granny Get Your Gun           | Клерк в суде (в титрах не указан) |
| 1941 | Гудзонский залив                   | Hudson’s Bay                  | Гузберри                          |
| 1941 | Кровь и песок                      | Blood and Sand                | Наталио Курро                     |
| 1941 | Тётя Чарли                         | Charley’s Aunt                | Сэр Фрэнсис Чесни                 |
| 1941 | Ночной кошмар                      | I Wake Up Screaming           | Инспектор полиции Эд Корнелл      |
| 1942 | Жанна Парижская                    | Joan of Paris                 | Герр Функ                         |
| 1942 | Кольца на её пальцах               | Rings on Her Fingers          | Уоррен                            |
| 1942 | Оружие для найма                   | This Gun for Hire             | Уиллард Гейтс                     |
| 1942 | Десять джентльменов из Уэст-пойнта | Ten Gentlemen from West Point | Майор Сэм Картер                  |
| 1942 | Чёрный лебедь                      | The Black Swan                | Капитан сэр Генри Морган          |
| 1943 | Привет, Фриско, привет             | Hello, Frisco, Hello          | Сэм Уивер                         |
| 1943 | Небеса могут подождать             | Heaven Can Wait               | Его превосходительство            |
| 1943 | Священные узы брака                | Holy Matrimony                | Клайв Оксфорд                     |
| 1944 | Жилец                              | The Lodger                    | Мистер Слейд                      |
| 1945 | Площадь похмелья                   | Hangover Square               | Джордж Харви Боун                 |